# سيد ميلر
سيد ميلر (بالإنجليزية: Sid Miller)‏ هو سياسي أمريكي، ولد في 6 سبتمبر 1955 في دى ليون في الولايات المتحدة. حزبياً، نشط في الحزب الجمهوري. وقد انتخب عضو مجلس نواب تكساس.